# Haskoura
 (avril 2025).
Motif : En attendant de vraies sources secondaires centrées
- Archive Wikiwix
- Bing
- Cairn
- DuckDuckGo
- E. Universalis
- Gallica
- Google
- G. Books
- G. News
- G. Scholar
- Persée
- Qwant
- (zh) Baidu
- (ru) Yandex
- (wd) trouver des œuvres sur Wikidata

| 1. | Préciser le motif de la pose du bandeau. | Précisez le motif de la pose du bandeau en utilisant la syntaxe suivante : {{admissibilité à vérifier\|date=juillet 2025\|motif=remplacez ce texte par le motif}}             |
| 2. | Informer les utilisateurs concernés.     | Pensez à avertir le créateur de l'article, par exemple, en insérant le code ci-dessous sur sa page de discussion : {{subst:avertissement admissibilité à vérifier\|Haskoura}} |

Les Haskoura (en Tachelhit: ⵉⵙⴽⵓⵔⵏ Iskurn) sont une ancienne confédération tribale Chleuh du Moyen Âge. C'étaient des montagnards d'origine sanhadjienne, frères de Lamta et Guezoula. Ils étaient établis entre la haute vallée du Tensift et l'oued El Abid, sur les deux versants reliant le Haut Atlas, habitat des Masmoudas, au Moyen Atlas, habitat des Zenaga.
Ils faisaient partie des « tribus almohades » fondatrices du mouvement, avec les Hargha, Ahl Tinmel, Hintata, Gadmiwa, Ganfisa, Sanhadja et Ahl Qabail. 
Les principales tribus de la confédération Haskoura étaient les Zanrawa, Mugram, Garnana, Gugdama, Fetouaka, Mastawa, Multana et Hantifa. Selon leur position sur l'un ou l'autre versant, ils appartenaient aux Haskurat al-Qibla ou Haskura esh Shems (Haskurat du Sud), ou aux Haskurat al-Zill ou Haskura Umalu (Haskurat du Nord),.

## Histoire
Les Haskoura participent notamment à la prise de Marrakech par les Almohades en 1147. Selon l'ouvrage historique d'Al-Baydaq, après avoir ordonné la fabrication d'échelles pour les adosser aux remparts de la ville, Abd al-Mumin les partagea entre les différentes tribus. Pour l'assaut final, les Hintata et Ahl Tinmel entrent dans la ville du côté de Bab Doukkala, les Sanhadja et Abid Makhzen pénètrent du côté de Bab-al-Dabbagin, puis enfin les Haskoura et Ahl Qabail du côté de Bab Yintan. 
Le 8 mai 1190, des contingents Haskoura et Sanhadja du Haut Atlas participent au siège de Silves, ville occupée par les Portugais. Le sayyid Yaqub ben Abou Hafs, gouverneur de Séville, échoue à s'emparer de la ville.

## Sources

### Sources bibliographiques
1. ↑  Archives berbères 1930, p. 88
2. ↑  Cressier 2006, p. 83

#### Francophone
- Institut des Hautes Etudes Marocaines, Hespéris : Archives berbères et bulletin de l'Institut des Hautes Etudes Marocaines, 1930 (lire en ligne)
- Patrice Cressier, La maîtrise de l'eau en al-Andalus : paysages, pratiques et techniques, Casa de Velazquez, 2006, 345 p. (lire en ligne)